# Серое тело
Серое тело (или абсолютно серое тело) — тело, поглощательная способность которого меньше единицы, одинакова для всех длин волн и не зависит от температуры тела.

## Излучение серого тела
Спектр излучения серого тела совпадает с таковым у абсолютно чёрного тела, однако, отличается меньшей интенсивностью. Светимость {\displaystyle L} серого тела с поглощательной способностью {\displaystyle \varepsilon } площадью поверхности {\displaystyle A} и температурой {\displaystyle T} равна:
{\displaystyle L=\varepsilon A\sigma T^{4}}
где {\displaystyle \sigma } — постоянная Стефана — Больцмана. У абсолютно чёрного тела по определению поглощательная способность равна единице, и формула выглядит следующим образом:
{\displaystyle L=A\sigma T^{4}}
Величина {\displaystyle \varepsilon } также называется излучательной способностью тела, а {\displaystyle 1-\varepsilon } — отражательной способностью, или же альбедо.

## Реальные объекты
Некоторые реальные тела в определённых диапазонах температур и длин волн имеют постоянный показатель {\displaystyle \varepsilon }. В видимой области свойствами серого тела обладают каменный уголь ({\displaystyle \varepsilon } составляет 0,80 при температурах 400—900 K) и сажа ({\displaystyle \varepsilon } составляет 0,94—0,96 при температурах 370—470 K). Более широкий спектральный диапазон, от видимого света до 25—30 мкм имеют платиновая и висмутовая черни.